# 2020年中華民国総統就任式典
2020年中華民国総統就任式典（繁: 2020年中華民國總統就職典禮）は、2020年（民国109年）5月20日に行われた中華民国第15期総統・副総統の就任式である。民主進歩党の蔡英文が連任し、頼清徳が就任した。許宗力司法院院長の監査の下で蔡英文と頼清徳が宣誓を行った後、游錫堃立法院院長が蔡英文と頼清徳に国璽などを授与した。
新型コロナウイルス感染症の世界的流行により、就任式典は簡素に執り行われ、国賓晩餐会は中止された。
蔡英文政権のコロナウイルス防疫政策の成功により、台湾がかつてない評価を得る中、蔡英文の就任演説は世界中から注目を浴びた。

## 準備

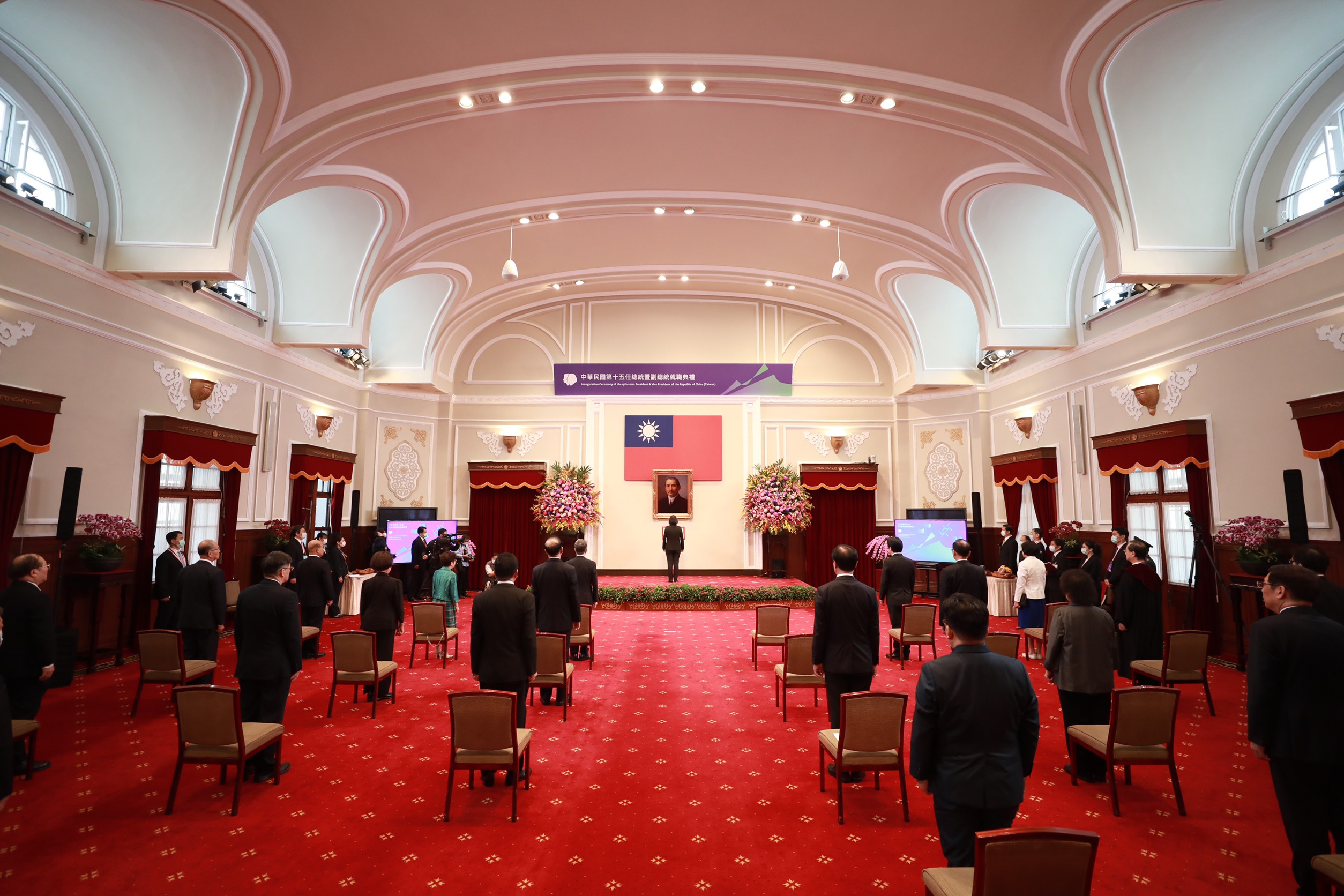
就任式典宣誓会場

2020年総統選挙で民主進歩党の蔡英文・頼清徳が総統・副総統に当選した後、コロナウイルスの世界的流行が発生したが、蔡英文政権により感染者と死者は世界最少レベルに抑えられた。しかし、就任式典でも防疫措置は講じられ、史上初めて国賓晩餐会が開かれなかった。

## 式典

### 就任宣誓
2020年5月20日午前9時（台湾標準時）、第15期総統蔡英文と副総統頼清徳は、総統府大礼堂内で就任宣誓を行った。退任する第14期副総統陳建仁の挨拶の後、行政院院長や総統府秘書長、国家安全会議秘書長の人事を任命した。

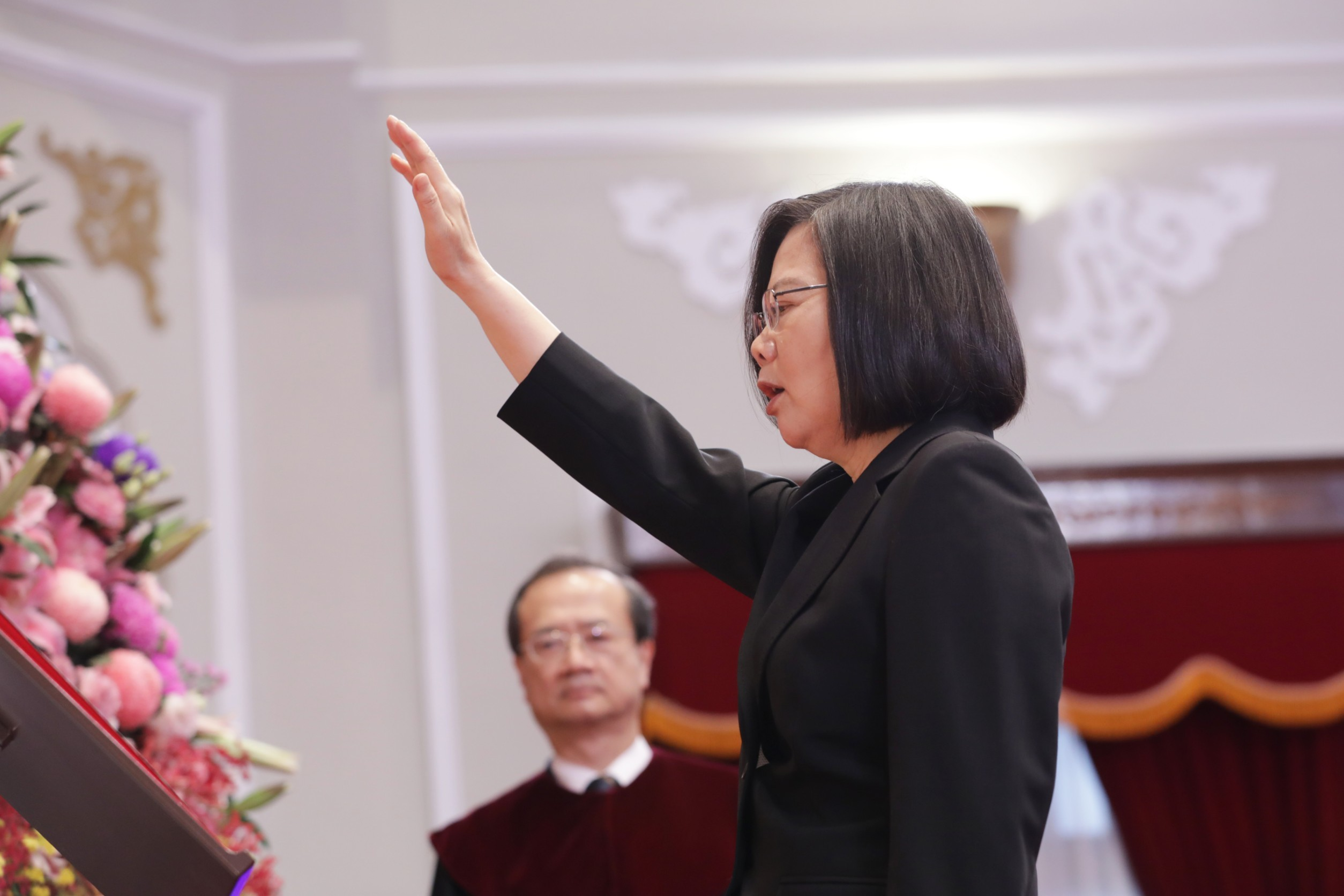
総統就任宣誓

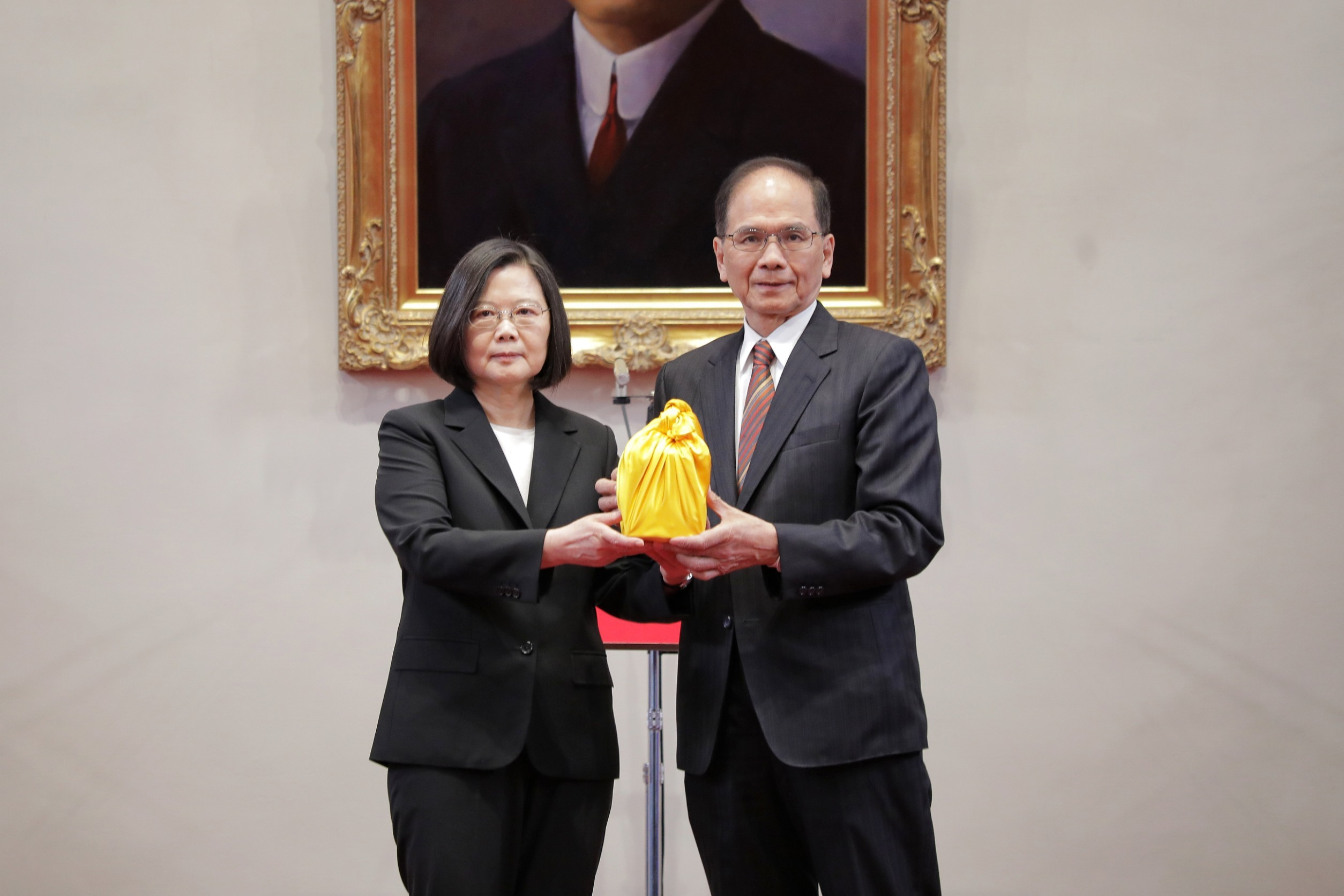
立法院院長游錫堃からの国璽授与

### 就任演説
宣誓の後、台北賓館で就任演説を行った。就任演説では「共同体としての台湾」として過去4か月にわたる防疫活動において国民が共に努力した経験、新型コロナウイルス感染症の流行以降で台湾が国家戦略の観点から先手を打って進めてきた産業発展、社会安定、国家安全、民主主義の深化という四つの柱の取り組み、産業革新計画を基盤に「六大核心戦略産業」の構築を進めて台湾が将来の世界経済における中核的存在となることを目指すと述べた。

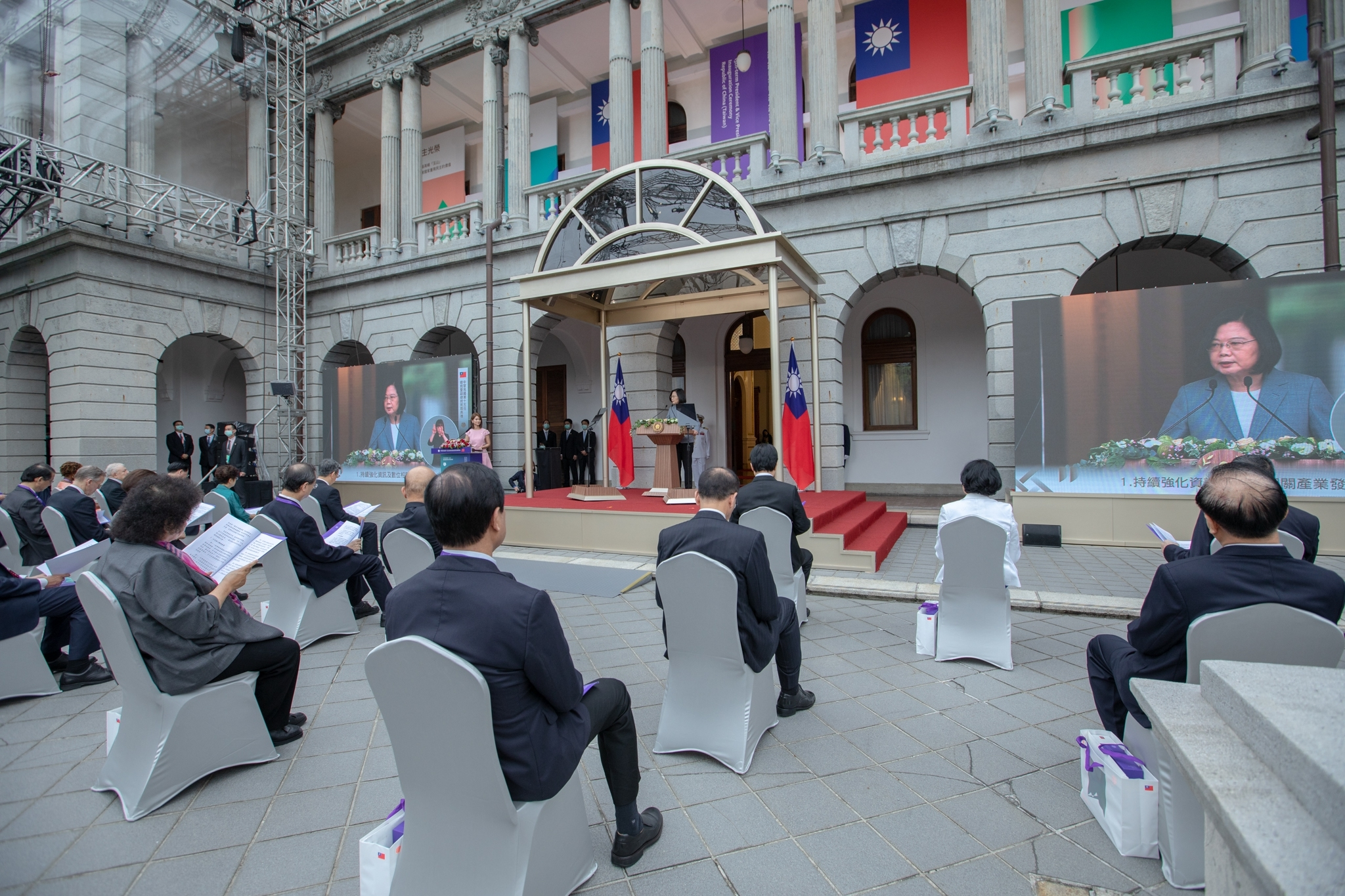
総統就任演説

## 国賓

### 外交関係のある国家
- エスワティニ
  - 国王 ムスワティ3世
  - 首相 アンブロセ・マンドゥロ・ドラミニ
- グアテマラ大統領 アレハンドロ・ジャマテイ
- ハイチ大統領 ジョブネル・モイーズ
- ホンジュラス
  - 大統領 フアン・オルランド・エルナンデス
  - 副大統領 リカルド・アルバレス・アリアス（英語版）
- マーシャル諸島大統領 デービッド・カブア
- ナウル大統領 ライノル・エニミア
- パラオ大統領 トミー・レメンゲサウ
- ベリーズ
  - 総督 コルヴィル・ヤング（英語版）
  - 首相 ディーン・バーロウ
- セントクリストファー・ネイビス
  - 総督 タプリー・シートン（英語版）
  - 首相 ティモシー・ハリス（英語版）
- セントルシア
  - 総督 ネヴィル・セナック（英語版）
  - 首相 アレン・シャスネ
- セントビンセント・グレナディーン
  - 総督 スーザン・ドゥーガン（英語版）
  - 首相 ラルフ・ゴンサルヴェス
- ツバル首相 エネレ・ソポアンガ（英語版）
- ニカラグア副大統領 ロサリオ・ムリージョ
- パラグアイ副大統領 ウーゴ・ベラスケス・モレノ（英語版）

### 外交関係のない国家
- 日本
  - 日華議員懇談会会長 古屋圭司衆議院議員
  - 日本台湾交流協会会長 大橋光夫
  - 岸信夫衆議院議員
  - 日本台湾親善協会会長 衛藤征士郎衆議院議員
  - 有村治子参議院議員
  - 滝波宏文参議院議員
  - 自由民主党青年局局長 小林史明衆議院議員
  - 立憲民主党副代表 蓮舫参議院議員
  - 日本維新の会幹事長 馬場伸幸衆議院議員
- オーストラリア
  - 連邦議会台湾友好議連共同会長 グラハム・ペレット（英語版）代議院議員
  - 豪台工商委員会会長 涂毅国（John Toigo）
- ブルネイ前工業・主要資源部副部長 ダト・ハムディラ・ワハブ（Dato Hamdillah Wahab）
- フィジー国民連合党党首 ビーマン・プラサド（英語版）
- インド
  - 人民院議員 ミーナクシ・レキ（英語版）
  - 人民院議員 ラフル・カスワン（英語版）
- インドネシア
  - 前副大統領 モハマッド・ユスフ・カラ
  - 人民協商会議副議長 ファデル・ムハンマド（英語版）
- 韓国台湾議員親善協会会長 趙慶泰（英語版）国会議員
- ミャンマー杜慶芝基金会執行長 モーザウウー（英語版）
- ニュージーランド台湾経貿協進会会長 范千里（Charles Finny）
- フィリピン
  - 元老院議員 ロナルド・デラ・ロサ（英語版）
  - ソルソゴン州州長 フランシス・エスクデロ（英語版）
- シンガポール前国会議長 アブドラ・タルムギ（英語版）
- クウェート前人事部政務副部長 モハメド・アル・ルーミ（Mohammed Al-Roomi）
- ドイツ
  - 連邦議会副議長 ヴォルフガング・クビツキ（英語版）
  - 議会台湾友好議連会長 クラウス・ペーター・ヴィルシュ（英語版）連邦議会議員
  - 連邦議会議員 アニタ・シェーファー（英語版）
- デンマーク
  - 元国民議会議長 ピア・クラスゴー
  - 前首相・前北大西洋条約機構秘書長 アナス・フォー・ラスムセン
- チェコ
  - 元老院副議長  ミルシャ・ホルスカ（英語版）
  - 議会台湾友好議連会長 マレク・ベンダ（英語版）代議院議員
  - プラハ市長 ズデニェク・フジブ
- スロバキア
  - 国民議会副議長 ガボール・グレンデル（英語版）
  - 国民議会台湾友好議連会長 ピーター・オズスキー（英語版）
- イギリス
  - 貴族院副議長 デニス・ローガン（英語版）男爵
  - 庶民院副議長 ナイジェル・エヴァンス（英語版）
  - 前貴族院議長 フランセス・デ・スーザ女爵
- 欧州連合
  - 前貿易担当委員 セシリア・マルムストロム（英語版）
  - 欧州議会台湾友好議連会長 マイケル・ガーラー（英語版）
  - 欧州議会台湾友好議連副会長  アンドレイ・コヴァチェフ（英語版）
  - 欧州議会欧州自由民主同盟党議長 ハンス・ファン・バーレン（英語版）
- フランス
  - 国会台湾友好議連会長 アラン・リシャール元老院議員
  - 国会台湾友好議連副会長 エリック・ボソレル（英語版）国民議会議員
- イタリア国会台湾友好協会会長 ルシオ・マラン（英語版）元老院議員
- ポーランド国会台湾友好議連会長 ヴァルデマール・アンゼル（英語版）下院議員
- リトアニア国会台湾友好議連会長 ギンタラス・ステポナヴィチュス
- ラトビア国会台湾友好議連会長 ヤニス・ヴカンス（英語版）
- カナダ
  - カナダ台湾国会議員友好協会会長 ジュディ・スグロ（英語版）
  - 庶民院議員 マイケル・クーパー（英語版）
- アメリカ合衆国
  - 国家安全保障問題担当大統領副補佐官 マット・ポッティンガー（英語版）
  - 国務次官補 デイヴィッド・スティルウェル
  - 上院仮議長 チャック・グラスリー
  - 上院外交委員会委員長 ジム・リッシュ（英語版）
  - 下院外交委員会委員長 エリオット・エンゲル（英語版）
  - 上院台湾議員連盟共同会長  ジム・インホフ（英語版）、ロバート・メネンデス
  - 下院台湾議員連盟共同会長 マリオ・ディアス・バラート（英語版）、アルビオ・サイレス（英語版）、スティーブ・シャボット（英語版）
  - 上院議員 マルコ・ルビオ、テッド・クルーズ、リック・スコット（英語版）、マーシャ・ブラックバーン（英語版）
  - 下院議員 テッド・ヨホ（英語版）、ジョン・カーティス（英語版）
  - 米国在台湾協会会長 ジェームズ・F・モリアーティ（英語版）
  - 前司法長官 ジョン・アシュクロフト
  - 前国防総省インド太平洋安全保障担当国防次官補 ランドール・シュライバー
  - 前国際連合大使 ニッキー・ヘイリー
  - ブルッキングス研究所東アジア政策研究所非駐院資深研究員 リチャード・C・ブッシュ
  - 戦略国際問題研究所中国権力計画主任 ボニー・S・グレイザー
  - デイビッドソン大学政治学教授 シェリー・リガー（英語版）

## 反応
外交部は、就任式典までに世界47の国と国際組織、合計263人から祝電が寄せられたと発表した。
- バチカン教皇 フランシスコ
- アメリカ合衆国
  - 国務長官 マイク・ポンペオ
  - 下院議長 ナンシー・ペロシ
  - 前副大統領 ジョー・バイデン

その他に国交樹立国や、日本、英国、フランス、ドイツなどの国の政府要人や国会議員、欧州議会や中米統合機構からも寄せられた。